# Fatih-moskee (Helmond)
De Fatih-moskee is een Turkse moskee die zich bevindt aan de Molenstraat 103 te Helmond.
De moskee werd gebouwd in 1995 en architecten waren Sevinsoy en Mabeg. Het gebouw, dat beheerd wordt door de Islamitische Stichting Nederland, kenmerkt zich door twee gedrongen stiftminaretten op de voorgrond en een meer naar achter gelegen koepel.